# Tribunal administratif du logement
Le Tribunal administratif du logement du Québec (TAL) est un organisme du gouvernement du Québec qui régit les relations entre les propriétaires de logements et leurs locataires. L'institution est nommée Régie du logement du Québec avant le 31 août 2020.

## Histoire

### Régie du logement (1980–2020)
La Régie du logement est créée le 1er octobre 1980 lorsque la Loi instituant la Régie du logement et modifiant le Code civil et d'autres dispositions législatives sanctionnée le 7 novembre 1979 entre en vigueur par proclamation du lieutenant-gouverneur. 
À cette occasion la Commission des loyers ainsi que la Loi pour favoriser la conciliation entre locataires et propriétaires sont abolies.
En novembre 1980, le gouvernement René Lévesque créé le poste de ministre délégué à l'Habitation qui est confié à Guy Tardif et lui attribue par décret la responsabilité de la Régie du logement et de la Société d'habitation du Québec. Ces attributions sont confirmées en mai 1981 et le ministère de l'Habitation et de la Protection du consommateur créé le 18 juin 1981 reprend la responsabilité de la Régie.
Lors de l'élection du second gouvernement Bourassa fin 1985 la Régie est transférée au ministère des Affaires municipales.

### Tribunal administratif du logement (depuis 2020)
Le TAL remplace la Régie du logement du Québec le 31 août 2020.

### Identité visuelle (logotype)

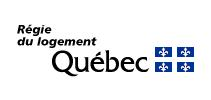
Logo de la Régie du logement de juin 2001 à août 2020.

## Mission
Le TAL a pour mission d'équilibrer les intérêts des locataires et des propriétaires. Elle fixe les conditions et augmentations du loyer acceptables et elle traite les litiges entre propriétaires et locataires, et elle dispose d'une compétence exclusive pour entendre les causes relatives aux baux résidentiels d'une valeur de moins de 70 000 $.   
Au Québec, le Code civil mandate le renouvellement automatique de bail chaque année, quand le propriétaire peut proposer une hausse de loyer. Si le locataire refuse l'augmentation tout en choisissant de rester, le propriétaire peut porter le dossier à la Régie.
En cas de logement vacant, le propriétaire peut proposer quelques loyers, mais il doit indiquer le montant du dernier loyer, et le locataire peut refuser ou accepter et puis demander la fixation du loyer par la Régie.
Elle agit à titre de tribunal spécialisé chargé de statuer sur les différends entre propriétaires et leurs locataires : hausses de loyer, les conditions de location, le bruit, le chauffage, les réparations à effectuer, et résiliation des baux. Elle base notamment ses décisions sur les dispositions de la Loi sur la Régie du logement et le Code civil du Québec.
Elle publie une série de formulaires de bail — dont l'usage est obligatoire depuis le 1er septembre 1996,, — ainsi qu'une série de recommandations relatives à la hausse moyenne des loyers pour l'année qui suit.
Chaque année, la Régie reçoit plus de 800 000 demandes d'information du public.